# AD Universidad de Oviedo
AD Universidad de Oviedo is een Spaanse voetbalclub uit Oviedo die uitkomt in de Tercera División. De club werd in 1962 opgericht en speelt haar thuiswedstrijden in het Estadio Universitario de Oviedo.

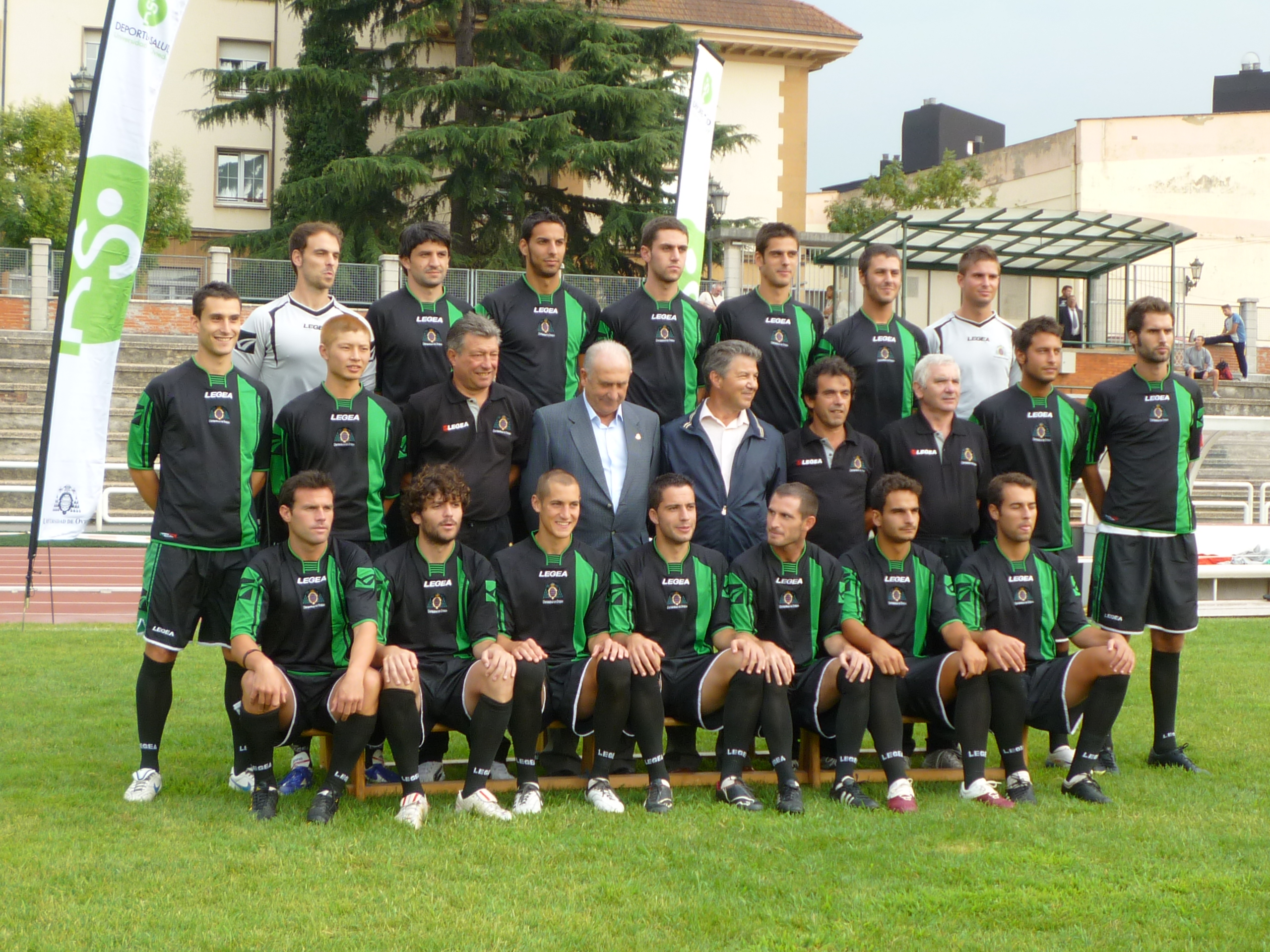
Team van 2010

Real Avilés ·
Avilés Stadium CF ·
Caudal Deportivo ·
UC Ceares ·
CD Colunga ·
Condal CF ·
UD Gijón Industrial ·
SD Lenense ·
L'Entregu CF ·
UD Llanera ·
CD Llanes ·
CD Mosconia ·
SD Navarro CF ·
CD Praviano ·
EI San Martín ·
Club Siero ·
Real Titánico ·
CD Tuilla ·
Urraca CF ·
Valdesoto CF ·
CD Vallobín ·